# Eleição municipal de Cabo Frio em 2000
A eleição municipal da cidade brasileira de Cabo Frio em 2000 ocorreu no dia 01 de outubro de 2000, como parte do conjunto de eleições municipais no Brasil que ocorreram no mesmo ano. Na ocasião, foram eleitos um prefeito, vice-prefeito e 17 vereadores para a Câmara Municipal da cidade.
A campanha eleitoral contou com a participação de 2 candidatos a prefeito. O prefeito em exercício, Alair Corrêa, concorreu a reeleição. O primeiro turno foi realizado em 01 de outubro de 2000. Alair, candidato pelo PSDB, foi eleito com 38.282 votos (63,85% dos votos válidos), seguido de José Bonifácio, do PDT, que obteve 21.671 votos (36,15%). Os candidatos eleitos tomaram posse na Prefeitura de Cabo Frio em 1 de janeiro de 2001 para exercerem um mandato de quatro anos. 

## Candidaturas para a prefeitura
| Nº      | Prefeito  | Prefeito       | Prefeito | Prefeito                                                                                          | Vice-prefeito | Vice-prefeito | Vice-prefeito   | Vice-prefeito | Vice-prefeito                                     | Coligação                                                                      |
| Nº      | Candidato | Candidato      | Partido  | Cargos relevantes                                                                                 | Candidato     | Candidato     | Candidato       | Partido       | Cargos relevantes                                 | Coligação                                                                      |
| ------- | --------- | -------------- | -------- | ------------------------------------------------------------------------------------------------- | ------------- | ------------- | --------------- | ------------- | ------------------------------------------------- | ------------------------------------------------------------------------------ |
| 12      |           | José Bonifácio | PDT      | - Vereador de Cabo Frio (1973–1977); - Prefeito de Cabo Frio (1977–1983; 1993–1996); - Economista |               |               | Alfredo Barreto | PT            | - Professor de Ensino de Primeiro e Segundo Graus | Coligação Um Novo Tempo PDT PT PSB PCdoB PV PST PTdoB PPS PSDC PRONA           |
| 45      |           | Alair Corrêa   | PSDB     | - Prefeito de Cabo Frio (1983–1988; 1997–2000)                                                    |               |               | Marcos Mendes   | PSDB          | - Médico                                          | Coligação Mais Uma Vez Alair PSDB PMDB PFL PTB PL PPB PGT PSC PSD PRTB PTN PSL |
| Fontes: |           |                |          |                                                                                                   |               |               |                 |               |                                                   |                                                                                |

## Resultados da eleição

### Prefeito
| Candidato(a) a prefeito  | Candidato(a) a prefeito  | Candidato(a) a vice-prefeito | Primeiro turno 01 de outubro de 2000 | Primeiro turno 01 de outubro de 2000 |
| Candidato(a) a prefeito  | Candidato(a) a prefeito  | Candidato(a) a vice-prefeito | Total                                | Percentagem                          |
| ------------------------ | ------------------------ | ---------------------------- | ------------------------------------ | ------------------------------------ |
|                          | Alair Corrêa (PSDB)      | Marcos Mendes (PSDB)         | 38.282                               | 63,85%                               |
|                          | José Bonifácio (PDT)     | Alfredo Barreto (PT)         | 21.671                               | 36,15%                               |
| Total de votos válidos   | Total de votos válidos   | Total de votos válidos       | 59.953                               | 59.953                               |
| Votos apurados           |                          |                              |                                      |                                      |
| Votos válidos            | Votos válidos            | Votos válidos                | 59.953                               | 93,45%                               |
| Votos em branco          | Votos em branco          | Votos em branco              | 1.136                                | 1,77%                                |
| Votos nulos              | Votos nulos              | Votos nulos                  | 3.063                                | 4,77%                                |
| Total de votos apurados  | Total de votos apurados  | Total de votos apurados      | 64.152                               | 64.152                               |
| Eleitores                |                          |                              |                                      |                                      |
| Comparecimentos          | Comparecimentos          | Comparecimentos              | 64.152                               | 86,22%                               |
| Abstenções               | Abstenções               | Abstenções                   | 10.249                               | 13,78%                               |
| Total de eleitores aptos | Total de eleitores aptos | Total de eleitores aptos     | 74.401                               | 74.401                               |
| Total de seções: 209     |                          |                              |                                      |                                      |
| Fontes:                  |                          |                              |                                      |                                      |

### Composição da Câmara Municipal
|                          |                          |                 |                 |          |    |
| Nº                       | Partido                  | Votos populares | Votos populares | Assentos | ±  |
| Nº                       | Partido                  | Votos           | %               | Assentos | ±  |
| 45                       | PSDB                     | 19.378          | 31,73%          | 7        | 7  |
| 15                       | PMDB                     | 7.640           | 12,51%          | 3        | 3  |
| 12                       | PDT                      | 6.734           | 11,03%          | 2        | 2  |
| 22                       | PL                       | 6.514           | 10,67%          | 2        | 2  |
| 20                       | PSC                      | 4.602           | 7,54%           | 2        | 2  |
| 40                       | PSB                      | 2.485           | 4,07%           | 1        | 1  |
| 30                       | PGT                      | 2.212           | 3,62%           | 0        | -  |
| 23                       | PPS                      | 1.864           | 3,05%           | 0        | -  |
| 25                       | PFL                      | 1.587           | 2,6%            | 0        | -  |
| 13                       | PT                       | 1.405           | 2,3%            | 0        | -  |
| 14                       | PTB                      | 1.278           | 2,09%           | 0        | -  |
| 56                       | PRONA                    | 1.214           | 1,99%           | 0        | -  |
| 41                       | PSD                      | 1.111           | 1,82%           | 0        | -  |
| 27                       | PSDC                     | 785             | 1,29%           | 0        | -  |
| 43                       | PV                       | 446             | 0,73%           | 0        | -  |
| 19                       | PTN                      | 408             | 0,67%           | 0        | -  |
| 70                       | PTdoB                    | 399             | 0,65%           | 0        | -  |
| 65                       | PCdoB                    | 366             | 0,6%            | 0        | -  |
| 11                       | PPB                      | 285             | 0,47%           | 0        | -  |
| 28                       | PRTB                     | 285             | 0,47%           | 0        | -  |
| 17                       | PSL                      | 68              | 0,11%           | 0        | -  |
| 18                       | PST                      | 3               | 0%              | 0        | -  |
| Total de votos válidos   | Total de votos válidos   | 61.069          | 61.069          | 17       | 17 |
| Votos apurados           |                          |                 |                 | 17       | 17 |
| Total de votos válidos   | Total de votos válidos   | 61.069          | 95,19%          | 17       | 17 |
| Votos em branco          | Votos em branco          | 919             | 1,43%           | 17       | 17 |
| Votos nulos              | Votos nulos              | 2.164           | 3,37%           | 17       | 17 |
| Total de votos apurados  | Total de votos apurados  | 64.152          | 64.152          | 17       | 17 |
| Eleitores                |                          |                 |                 | 17       | 17 |
| Comparecimentos          | Comparecimentos          | 64.152          | 86,22%          | 17       | 17 |
| Abstenções               | Abstenções               | 10.249          | 13,78%          | 17       | 17 |
| Total de eleitores aptos | Total de eleitores aptos | 74.401          | 74.401          | 17       | 17 |
| Fontes:                  |                          |                 |                 |          |    |